# Formaggi sardi

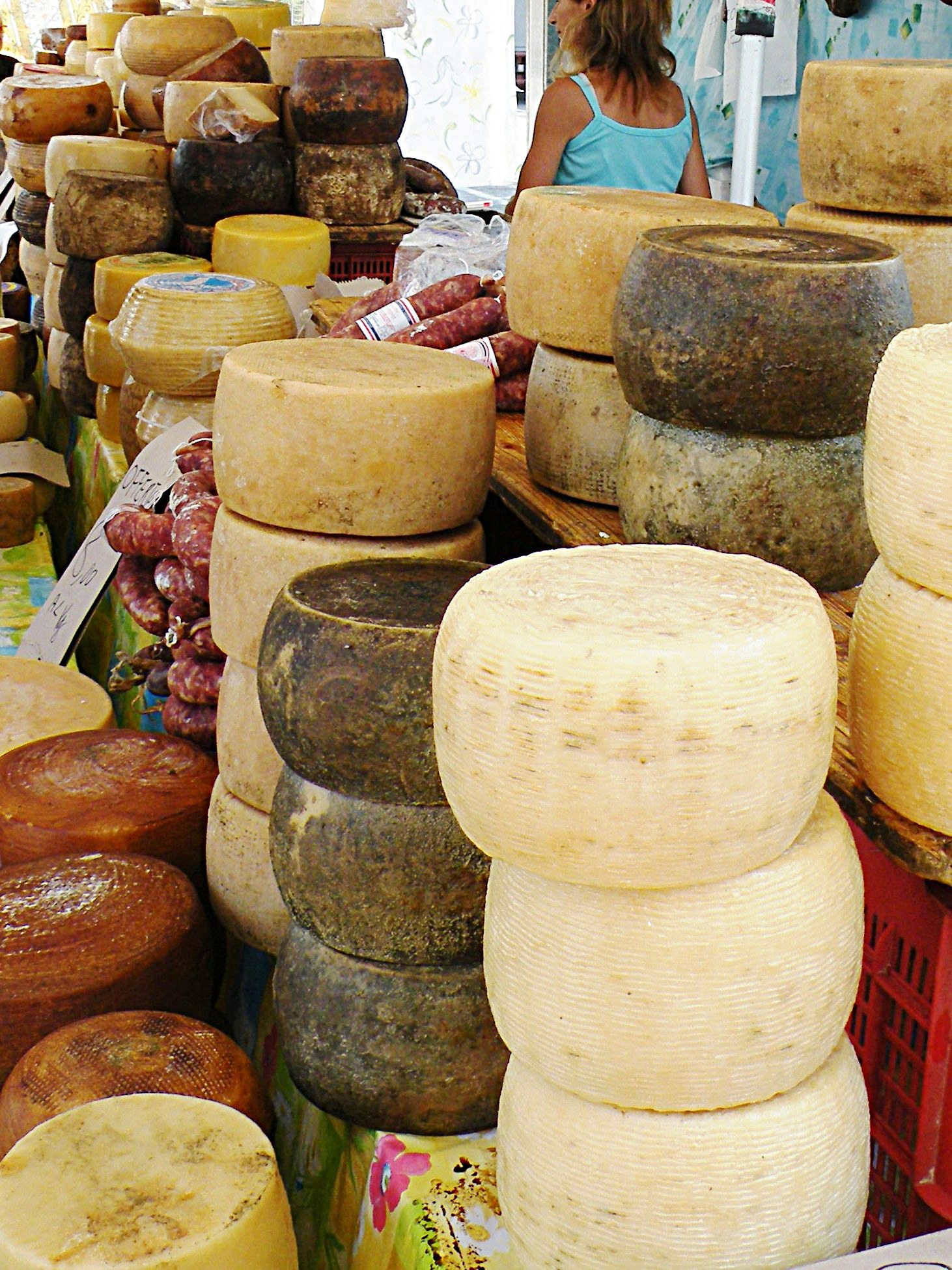
Forme di Pecorino sardo

I formaggi sono una delle specialità gastronomiche della Sardegna e la loro elaborazione si deve alla sua antica tradizione pastorale.
L'Isola attualmente offre la più vasta produzione di formaggi pecorini d'Europa. Sono esportati ed apprezzati in molti mercati, soprattutto in Nord America. Il prodotto è talvolta soggetto a pirateria alimentare e alcuni formaggi, specialmente nelle Americhe, vengono surrettiziamente venduti con il nome di Sardo cheese, ma a volte sono formaggi che non hanno mai visto l'Isola.

## Storia
Sin da tempi remoti la Sardegna è stata terra di pastorizia. I sardi nuragici erano, oltre che guerrieri, allevatori e di conseguenza produttori di formaggi. In epoca romana poi i formaggi sardi arricchivano le tavole dei senatori e dei patrizi romani. Durante il periodo dei quattro regni dall'Isola ne venivano esportate diverse varietà tra le quali il Sardesco, il formaggio di Torres, il formaggio bianco di Arborea, il formaggio di Gallura. Sul mercato di Genova i dazi per l'importazione del formaggio di Torres era di tre soldi e mezzo, superiore a quella del formaggio Paramensis (ossia di Parma).
Altrettanto conosciuti ed apprezzati lo furono in epoca sabauda dove le casse reali riscuotevano cospicue somme provenienti dalle gabelle pagate dai commercianti che esportavano formaggi verso Marsiglia, Napoli, Livorno, Genova. Nella seconda metà dell'Ottocento iniziarono le esportazioni verso il mercato americano del Pecorino romano oramai prodotto direttamente in Sardegna, comportando la crescita del numero degli ovini che passarono da circa 850 000 capi del 1881 a oltre 2 milioni di capi nel 1918.

## Pecora di razza sarda
I formaggi ovini sardi sono ottenuti dal latte di una razza autoctona di pecora le cui origini sono antichissime: la razza sarda. È allevata in modo estensivo oltre che in Sardegna, anche in diverse regioni della Penisola tra le quali il Lazio, la Toscana, l'Umbria, le Marche.
Una delle sue principali caratteristiche è quella di avere una elevata produzione di latte che può arrivare fino a 300 litri all'anno. Nonostante sia ad attitudine lattifera, la sua carne è molto richiesta e apprezzata sul mercato, soprattutto l'agnello tra gli 8 e i 10 kg di peso. Marginale è invece la produzione della lana che risulta di qualità grossolana, adatta per tappeti e materassi.
Il solo utilizzo di latte di pecora di razza sarda è tassativamente prescritto per la produzione del Fiore Sardo.

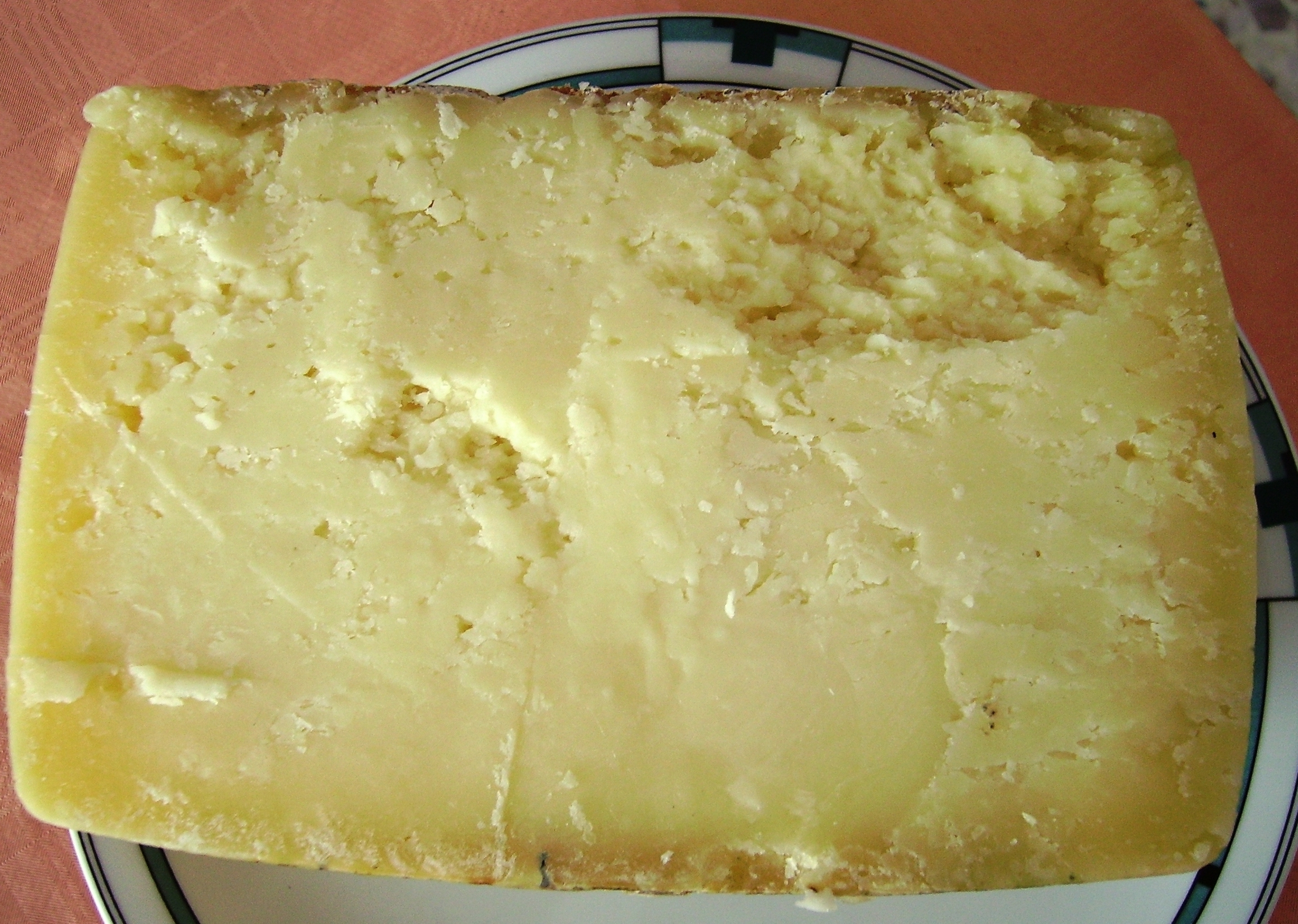
Pecorino sardo

## I formaggi DOP
In Sardegna si producono tre formaggi ovini D.O.P. (Denominazione di origine protetta):  il Pecorino Romano, il Pecorino Sardo e il Fiore Sardo, quest'ultimo tipico della zona della Barbagia di Ollolai.
Per tradizione solo il Fiore Sardo è prodotto con latte intero crudo, mentre per la produzione del Pecorino Sardo e del Pecorino Romano è possibile la termizzazione.

## Lista dei principali formaggi sardi
- Biancospino                           (Caprino)
- Bonassai                              (Ovino)
- Brotzu (Brocciu)                      (Ovino)
- Caciotta Sarda                        (Ovino)
- Cagliu                                (Caprino)
- Calcagno                              (Ovino)
- Casu Conzeddu                         (Vaccino)
- Casu de cabreddu                      (Caprino)
- Caprino (pasta cruda)                 (Caprino)
- Casizolu o Peretta                    (Vaccino)
- Casizolu di pecora (Pirittas)         (vaccino)
- Casu Friscu (Formaggio fresco)        (Caprino)
- Casu spiattatu                        (Vaccino)
- Dolce di Macomer                      (Vaccino)
- Dolce sardo                           (Vaccino)
- Fresa                                 (Vaccino)
- Frue o Fiscidu                               (Caprino)
- Fiore Sardo (DOP dal 28/11/1984)      (Ovino)
- Formaggio di colostro ovino           (Ovino)
- Gioddu                                (Ovino)
- Ircano                                (Caprino)
- Pischedda                             (Ovino)
- Pecorino di Osilo                     (Ovino)
- Pecorino Romano (DOP dal 30/10/1955)  (Ovino)
- Pecorino Sardo (DOP dal 04/11/1991)   (Ovino)
- Pirittas                              (Vaccino)
- Provolone Sardo                       (Vaccino)
- Ricotta gentile                       (Ovino)
- Ricotta moliterna                     (Ovino)
- Ricotta mustia                        (Ovino)
- Ricotta salata                        (Ovino)
- Semicotto Caprino                     (Caprino)
- Semicotto Ovino                       (Ovino)

## Callu (caglio di capretto)
A seconda delle zone può essere chiamato anche calgiu e cagiu. Dopo la macellazione, al capretto viene asportato il rumine, che, dopo essere stato aperto e lavato, viene riempito di latte materno, che grazie agli enzimi presenti nella parete del rumine, si coagula, dando forma a questo particolare formaggio.

## Formaggi Caprini Sardi
In Sardegna sono presenti circa 500.000 capi di capre, che producono un latte molto particolare, in quanto gli stessi animali si cibano allo stato brado. I formaggi caprini sardi, sono in forte crescita negli ultimi anni, in quanto la loro qualità e genuinità, viene sempre più apprezzata e riconosciuta a livello internazionale.

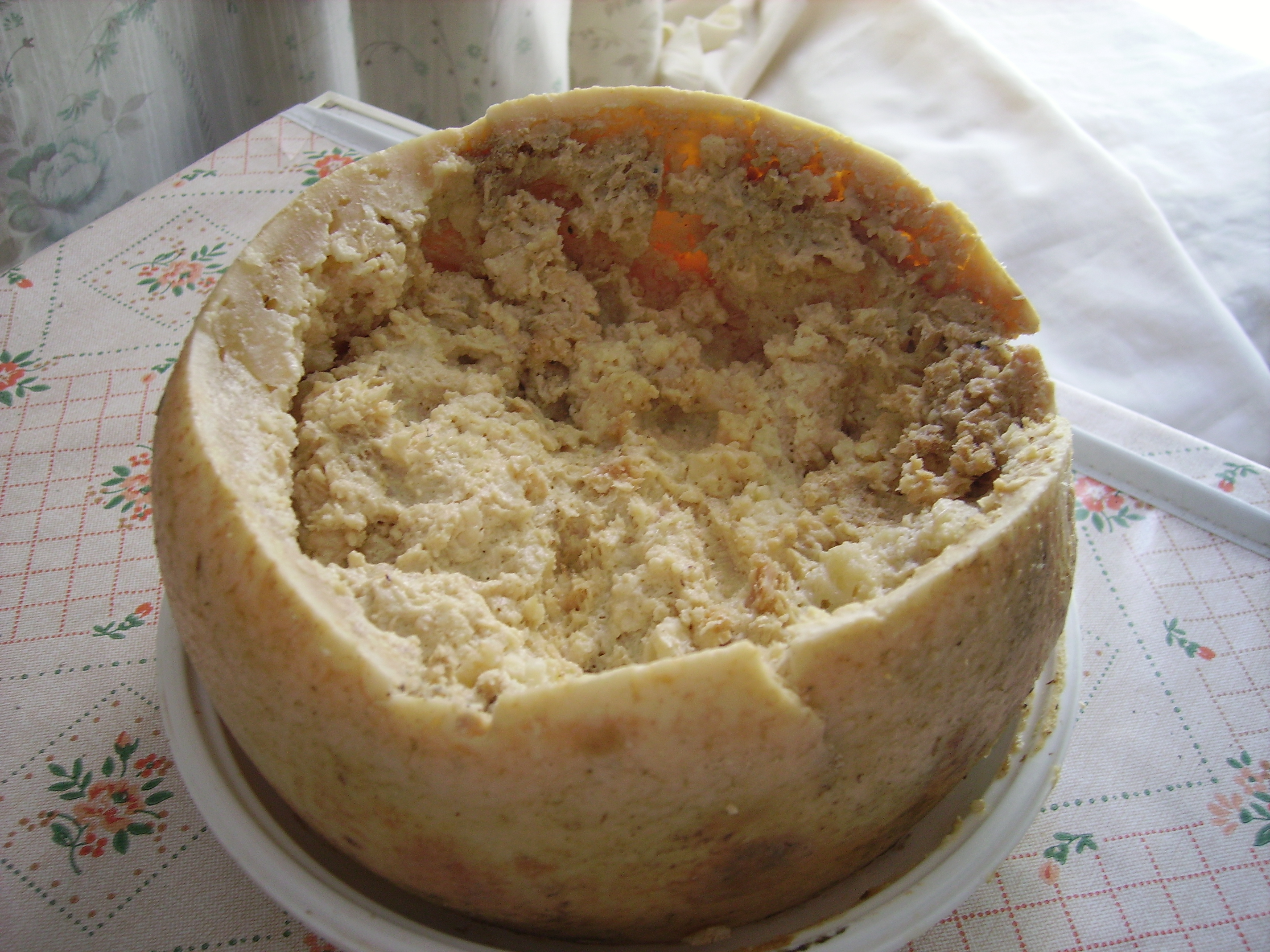
Casu frazigu o casu marzu - Dopo un po' di tempo dall'inizio del processo di maturazione, le larve scompaiono

## Casu marzu
Uno dei prodotti che desta tanta curiosità, a causa del suo particolare processo di formazione, è il cosiddetto casu marzu o formaggio marcio, conosciuto anche come casu muchidu, casu frazigu, casu fatu, casu cundìdu, casu modde, casu becciu, casu fatitu, casu giampagadu. Viene prodotto familiarmente, in modo naturale, tramite la Piophila casei, un insetto dalle cui uova, deposte all'interno della forma di pecorino, nascono centinaia di larve che traggono nutrimento dalla forma di formaggio stessa, cibandosene e sviluppandosi in essa, proteolizzando il contenuto proteico del formaggio, e modificandone il sapore, conferendole un gusto molto intenso. Anni fa alcuni allevatori per poter produrre questo prodotto legalmente e con le adeguate garanzie igieniche, hanno incaricato l'istituto di Entomologia agraria di Sassari di realizzare un allevamento di Piophila casei in ambiente controllato, per poter ottenere il pieno controllo dell'intero processo produttivo., per tutelarne la denominazione d'origine e salvaguardarlo dalla pirateria alimentare.